# Yovanny Campo
Yovanny Campo (Cali, Valle del Cauca, Colombia; 16 de marzo de 1989) es un futbolista colombiano. Juega de defensa y su equipo actual es el Cúcuta Deportivo de la Categoría Primera A colombiana.

## Clubes
| Club                    | País     | Año         |
| ----------------------- | -------- | ----------- |
| Deportes Quindío        | Colombia | 2007 - 2010 |
| Cúcuta Deportivo        | Colombia | 2011        |
| Centauros Villavicencio | Colombia | 2011        |